# Schoeniparus brunneus
Schoeniparus brunneus é uma espécie de ave da família Pellorneidae.
Pode ser encontrada nos seguintes países: China, Índia e Taiwan.
Os seus habitats naturais são: florestas temperadas e florestas subtropicais ou tropicais húmidas de baixa altitude.